# Кузьмина, Анна Фёдоровна
Анна Фёдоровна Кузьмина род. в 1938 году — вязальщица Рижского производственного трикотажного объединения «Сарканайс ритс» Министерства лёгкой промышленности Латвийской ССР, полный кавалер ордена Трудовой Славы (1986).

## Биография
Родилась в 1938 году в деревне Скрыгалово Мозырского района Гомельской области Беларуси. Белоруска. В 1955 (по другим данным - в 1957) году окончила среднюю школу в своем селе.
Трудовую деятельность начала в 1958 году подавальщицей столовой Калининского артиллерийского училища имени Красина в городе Калинин (ныне – Тверь). В 1959 году переехала город Ригу – столицу Латвийской ССР (ныне – Латвия), где стала работать вязальщицей на трикотажной фабрике «Сарканайс Ритс» («Красное Утро»; позднее на её базе было создано одноимённое производственное объединение).
Сначала работала на одной, но вскоре перешла на одновременное обслуживание двоих, а затем троих машин. Настойчиво, шаг за шагом шла к вершинам профессионального мастерства, быстро и в совершенстве овладела технологией производства. Мастерство приобретала в упорном стремлении работать на уровне лучших. Изучив сложную технику, успешно освоила методы наиболее эффективного её использования, научилась быстро устранять в машинах мелкие неполадки. В 1968 году вступила в КПСС.
За время работы на предприятии освоила пять видов трикотажного оборудования, овладела смежной профессией мотальщицы. В совершенстве овладев профессией вязальщицы, рационально применяя передовые приемы труда, одна из первых перешла на повышенные зоны обслуживания оборудования. Работала на восьми круговязальных машинах,  что составляло 267 процентов отраслевой зоны. За высокие трудовые достижения по итогам восьмой пятилетки (1966-1970) награждена орденом «Знак Почёта».
Указами Президиума Верховного Совета СССР от 21 апреля 1975 года и от 30 апреля 1980 года за успехи, достигнутые в досрочном выполнении заданий девятой и десятой пятилеток и социалистических обязательств, награждена орденами Трудовой Славы 3-й и 2-й степеней.
За одиннадцатую пятилетку (1981-1985) обеспечила выполнение пятнадцати годовых заданий. Выработала сверх плана 151,5 тонны полотен для изделий улучшенного качества. Выпуск продукции 1-го сорта составлял 98,9 процентов при плане 96 процентов. Являясь наставницей молодежи только за пятилетку обучила свой профессии 13 работниц.
Указом Президиума Верховного Совета СССР от 23 мая 1986 года за успехи, достигнутые в выполнении заданий одиннадцатой пятилетки и социалистических обязательств, Кузьмина Анна Фёдоровна награждена орденом Трудовой Славы 1-й степени. Стала полным кавалером ордена Трудовой Славы.
Депутат Верховного Совета Латвийской ССР 11-го созыва (1985-1990), член Президиума Верховного Совета Латвийской ССР. Также избиралась депутатом Рижского городского  Совета депутатов и членом Ленинградского райкома Компартии Латвии города Риги.
Жила в Риге (Латвия). Дальнейшая судьба неизвестна.

## Награды
Награждена орденами Знак Почёта, Трудовой Славы 1-й, 2-й, 3-й степеней:
3 ст. 21.04.1975 № 132063
2 ст. 30.04.1980 № 3890
1 ст. 23.05.1986 № 282
- медалями, в том числе медалями ВДНХ СССР, знаками «Ударник пятилетки», «Победитель социалистического соревнования»»[1].